# Cyclopentanonethylenketal
Cyclopentanonethylenketal ist eine chemische Verbindung aus der Gruppe der Acetale. Bekanntheit erlangte die Verbindung durch die Synthese des Moleküls Cuban, in der es ein Zwischenedukt darstellt.

## Synthese
Cyclopentanonethylenketal kann über eine katalytische Acetalisierung von Cyclopentanon mit Ethylenglycol hergestellt werden. Als Lösungsmittel wird Toluol, als Säurekatalysator p-Toluolsulfonsäure (p-TsOH) eingesetzt. Als Nebenprodukt entstehendes Wasser wird der Reaktion mithilfe eines Dean-Stark-Wasserabscheiders laufend entzogen, um das chemische Gleichgewicht auf die Seite der Produkte zu verschieben.